# ФК „ЛП Суперспорт“
Футболен клуб „ЛП Суперспорт“ е женски футболен отбор регистриран в София, България.
Основан е през 2001 г. Член на БФС и УЕФА със съдебна регистрация ф.д. №5604/2004 на СГС. Той е първият български участник в шампионска лига на УЕФА спечелил точка в груповата фаза. През всичките години от създаването си ЛП Суперспорт е неизменен участник в държавното първенство и турнира за купата на България. При всичките си участия регистрира класиране сред призьорите. Играе мачовете си на стадион „Герман“, с капацитет 2000 места и на стадион „Люлин“. Основният екип на отбора е тъмносини фланелки с оранжеви яки, тъмносини гащета и тъмносини чорапи. Старши треньор на отбора е Лъчезар Паланков.

## Успехи
- Носител на купата на България за 2003, 2005, 2006 г.
- Финалист за купата на България през 2002, 2004 г.
- Шампион на България за 2004 г.
- Втори в държавното първенство за 2002, 2003, 2005, 2006 и 2007 г.
- Участник в шампионска лига на УЕФА с трето място в групата в Словакия и първата точка от ШЛ за България.
- Победител в турнир футболни звезди – Mondial 2002 г. и ”Христо Тошков” на община Варна за 2004 г.
- Първи за купата на Интерхотел „Сандански“ през 2006 г.
- Носител на Купа Флорина (Гърция) за 2007 г.
- Победител в Womens cup – Кава деЍ Тирени, Италия – 2009 г., трети през 2007 г.
- Трети през 2005 г. и четвърти през 2006 г. от осем отбора в турнир на шампионите в Париж при участие на първенците на Франция, Ирландия, Словакия и Румъния за последните три години.
- Трети на НАЙСУС куп през 2006 г. в Ниш, при участие на шампионите на Сърбия и Гърция. Девойките на клуба – абсолютен хегемон. Мартина Кьосева печели приза за най-перспективен играч.

Трети на Балканиада за девоЍки U 14 Солун Гърция / 2007 г.
- Четвърто място на World Sports Festiwal девоЍки U13 Виена Австрия 2009 г./от 12 отбора/
- Четвърти на световен футбол-фестивал турнир за девоЍки U17 w Haarlem Холандия -2008 г.

От създаването на лига за девойки в България са проведени осем турнира в различни региони на страната, в които от седем участия ЛП Суперспорт е спечелил шест първи и едно второ място през 2005 г. и е официален шампион за девойки мл. и ст. възраст за 2006 г., както и победител на „АЛИОТ“ куп 2006 г.
Не по малко са и индивидуалните призове. Голмайстор на всички първенства в които е участвала, както и на нац. отбори жени и девойки е нападателката на отбора Лиляна Костова. За най-добри вратарки са определяни титулярките и в нац. отбор девойки: Вероника Минчева и Теодора Кодова, а те заедно с още пет момичета от тима са и ядро на нац. отбор участващ в три евро квалификации в периода 2002 – 2006 г.
Практика на клуба е да издирва и привлича талантливи девойки от цялата страна, които да се подготвят и учат в София и разкриване на интернат за таланти.